# Xanthorhoe ardularia
Xanthorhoe ardularia là một loài bướm đêm trong họ Geometridae.